# Comuna Budești, Maramureș
Budești (în maghiară: Budfalva, în germană: Winzdorf) este o comună în județul Maramureș, Transilvania, România, formată din satele Budești (reședința) și Sârbi.

## Demografie
Componența etnică a comunei Budești
     Români (97,1%)
     Alte etnii (0,21%)
     Necunoscută (2,7%)
Componența confesională a comunei Budești
     Ortodocși (90,12%)
     Greco-catolici (4,22%)
     Martori ai lui Iehova (1,24%)
     Alte religii (1,49%)
     Necunoscută (2,94%)
Conform recensământului efectuat în 2021, populația comunei Budești se ridică la 2.894 de locuitori, în scădere față de recensământul anterior din 2011, când fuseseră înregistrați 3.055 de locuitori. Majoritatea locuitorilor sunt români (97,1%), iar pentru 2,7% nu se cunoaște apartenența etnică. Din punct de vedere confesional, majoritatea locuitorilor sunt ortodocși (90,12%), cu minorități de greco-catolici (4,22%) și martori ai lui Iehova (1,24%), iar pentru 2,94% nu se cunoaște apartenența confesională.

## Politică și administrație
Comuna Budești este administrată de un primar și un consiliu local compus din 11 consilieri. Primarul, Simion Pop[*], de la Partidul Național Liberal, este în funcție din octombrie 2020. Începând cu alegerile locale din 2024, consiliul local are următoarea componență pe partide politice:
|  | Partid                              | Consilieri | Componența Consiliului | Componența Consiliului | Componența Consiliului | Componența Consiliului | Componența Consiliului | Componența Consiliului |
|  | ----------------------------------- | ---------- | ---------------------- | ---------------------- | ---------------------- | ---------------------- | ---------------------- | ---------------------- |
|  | Partidul Național Liberal           | 6          |                        |                        |                        |                        |                        |                        |
|  | Partidul Mișcarea Populară          | 1          |                        |                        |                        |                        |                        |                        |
|  | Partidul Național Conservator Român | 1          |                        |                        |                        |                        |                        |                        |
|  | Partidul Social Democrat            | 1          |                        |                        |                        |                        |                        |                        |
|  | Alianța pentru Unirea Românilor     | 1          |                        |                        |                        |                        |                        |                        |
|  | Partidul S.O.S. România             | 1          |                        |                        |                        |                        |                        |                        |

## Personalități născute aici
- Emil Fucec (1886 - 1980), deputat în Marea Adunare Națională de la Alba Iulia;
- Petru Dunca (n. 1955), filozof, jurnalist, profesor.

## Vezi și
- Biserica de lemn din Budești Josani
- Biserica de lemn din Budești Susani
- Biserica de lemn din Sârbi Josani
- Biserica de lemn din Sârbi Susani
- Gutâi - Creasta Cocoșului și Valea Izei și Dealul Solovan (situri de importanță comunitară incluse în rețeaua europeană Natura 2000).
- Munții Gutâi (arie de protecție specială avifaunistică)
- Valea Izei și Dealul Solovan (sit de importanță comunitară)
- Valea Izei și Dealul Solovan (arie de protecție specială avifaunistică)

## Imagini

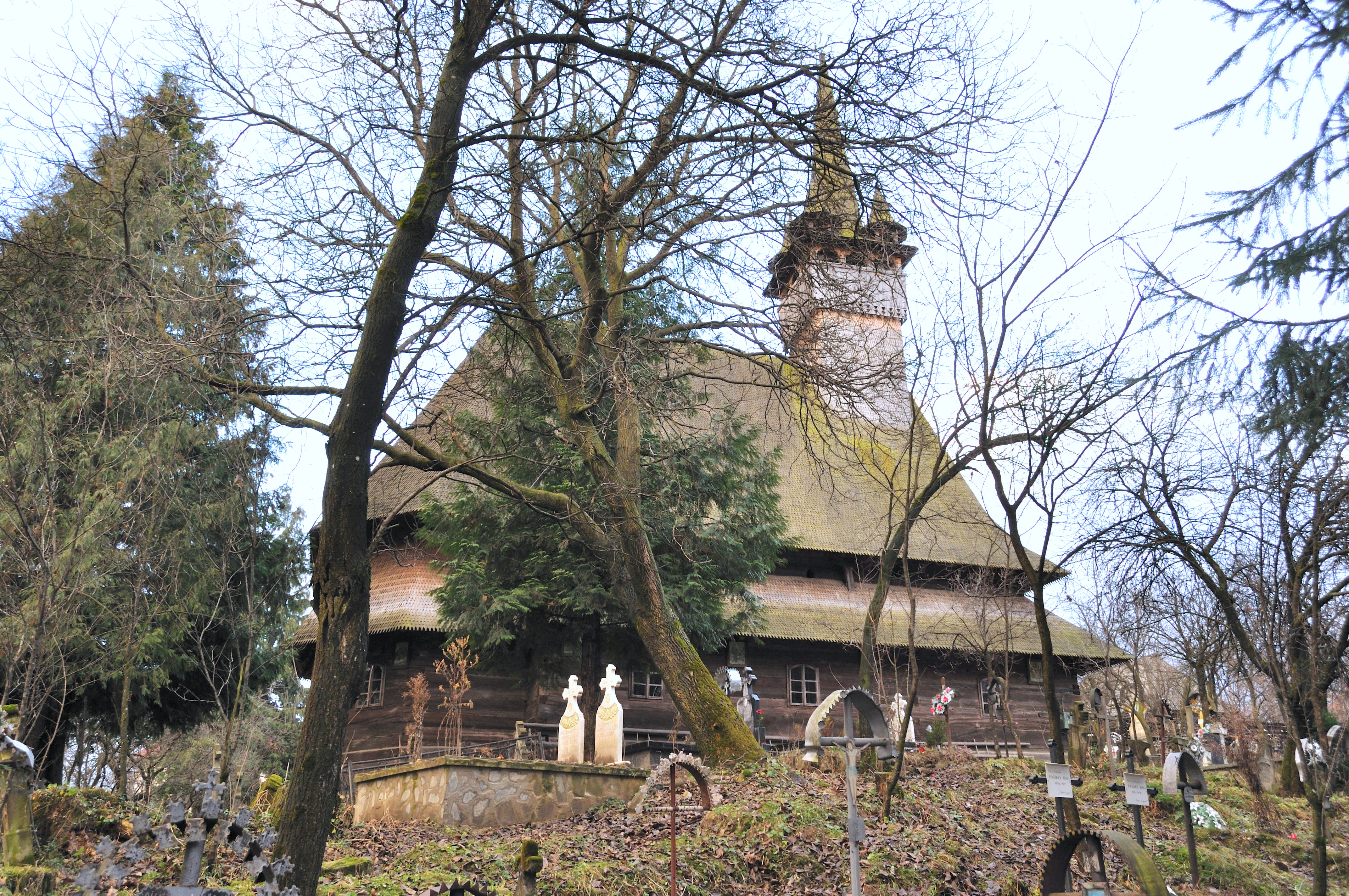
Biserica de lemn din Budești-Josani
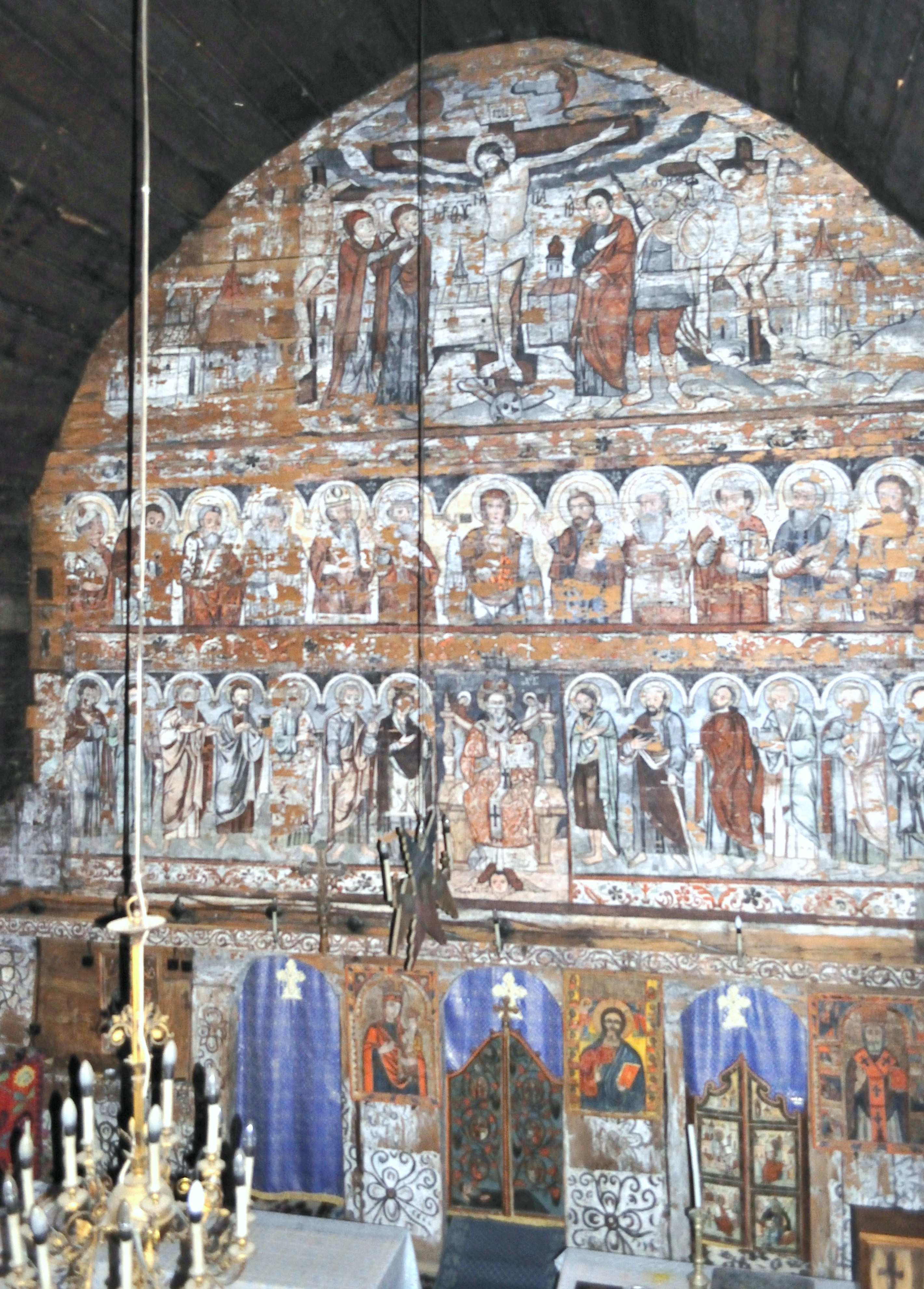
Iconostasul bisericii
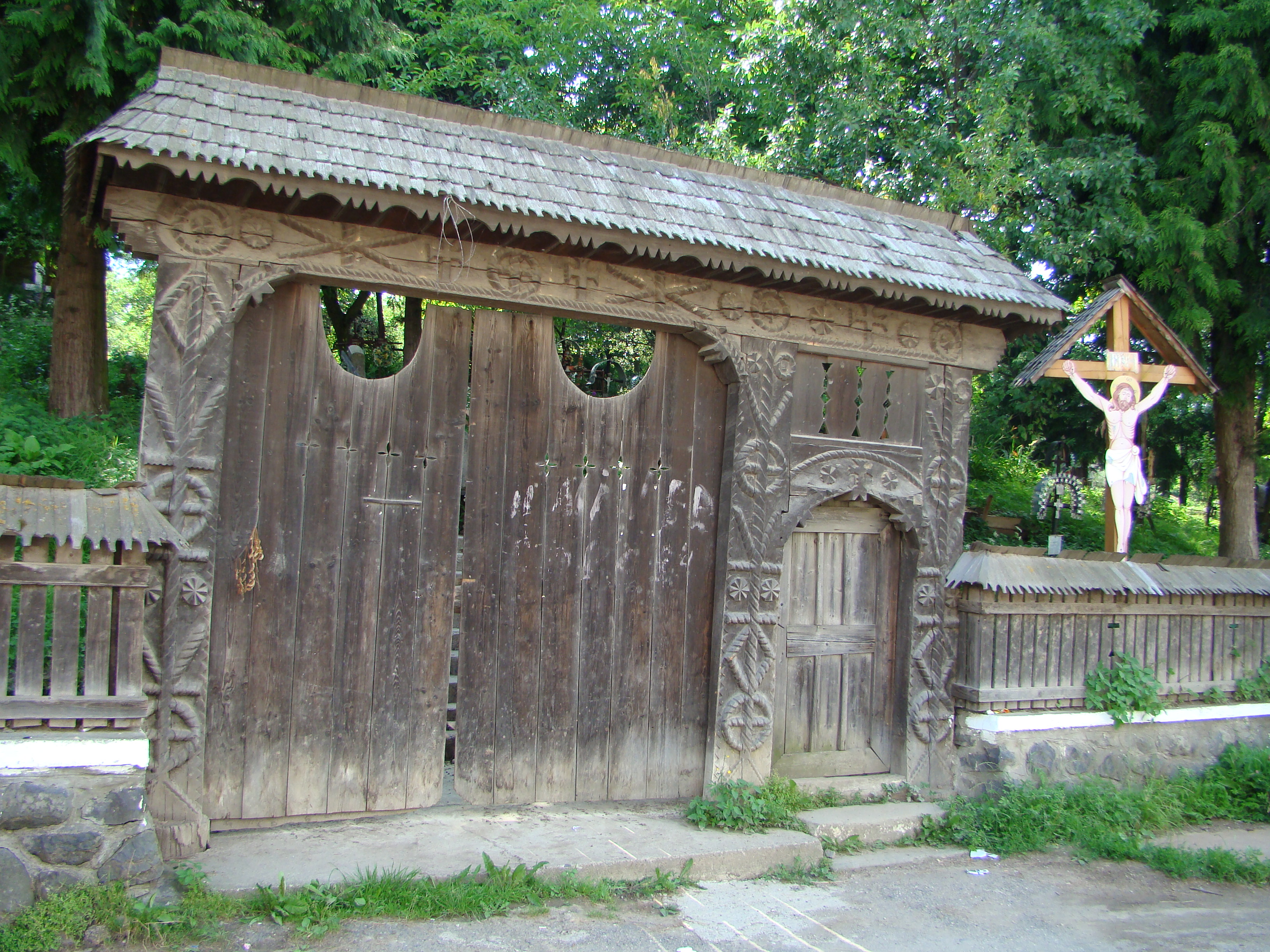
Poarta de lemn a bisericii
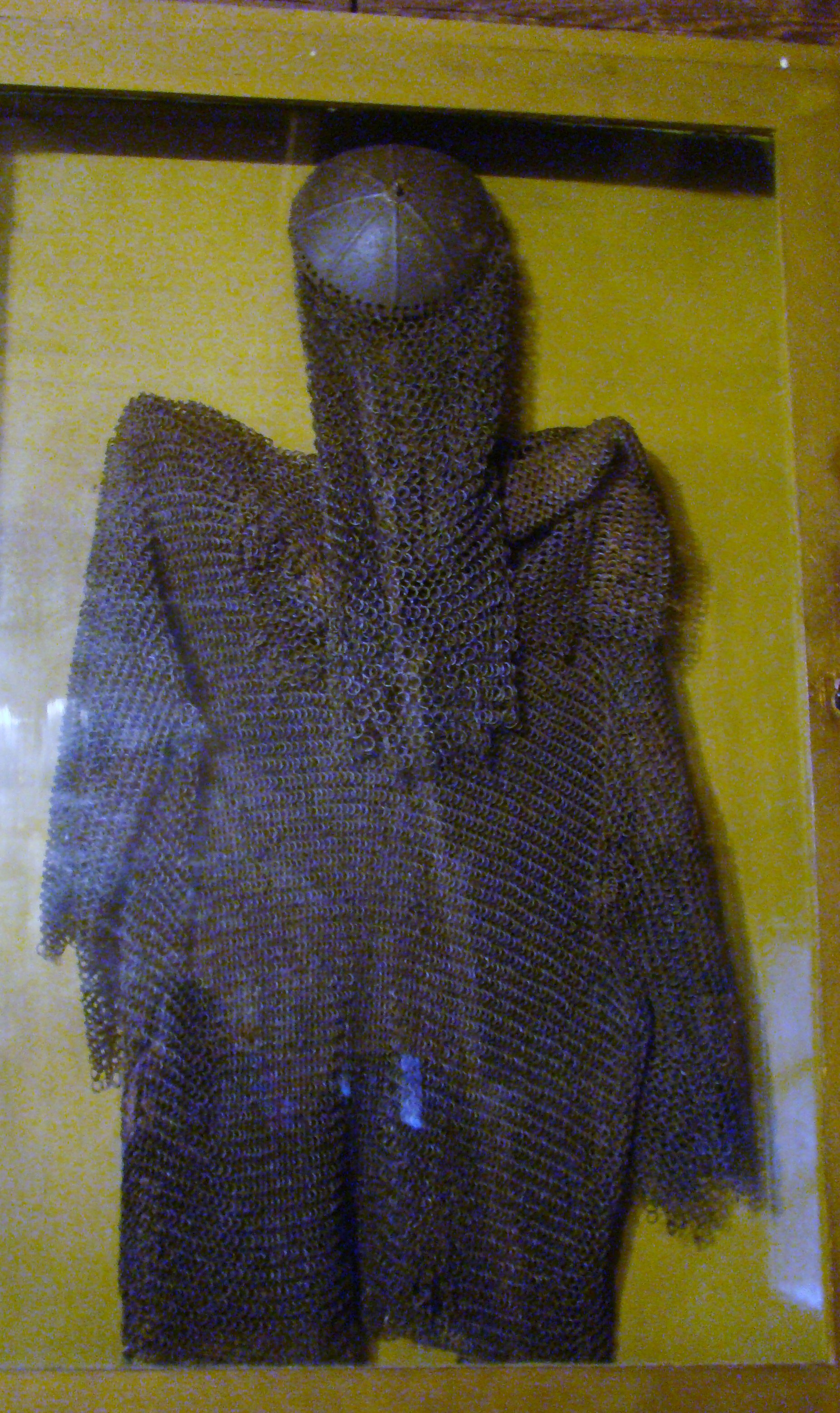
Cămașa de zale atribuită haiducului Pintea Viteazul (Grigore Pintea din Măgoaja)
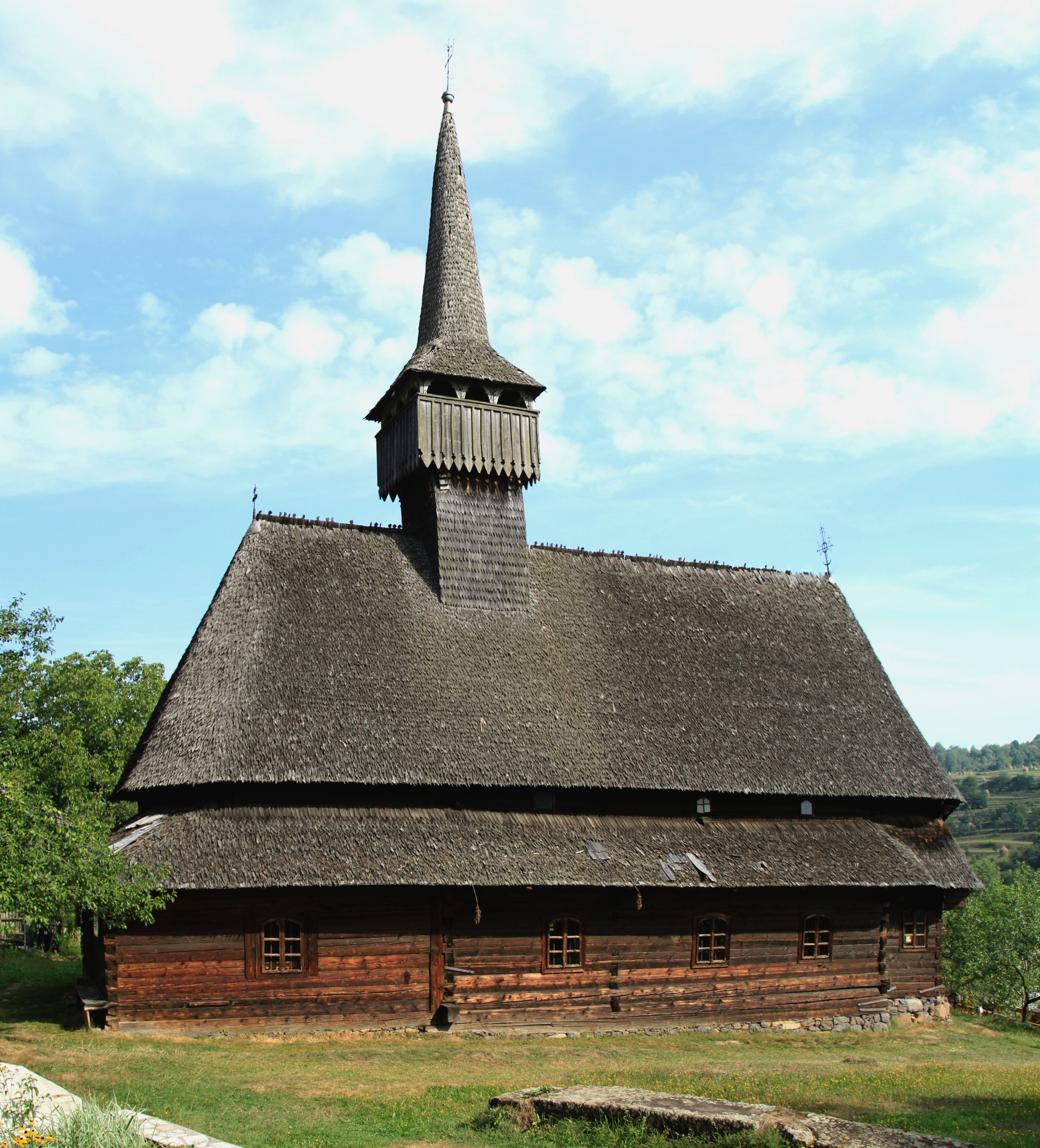
Biserica de lemn „Sf. Nicolae", Susani
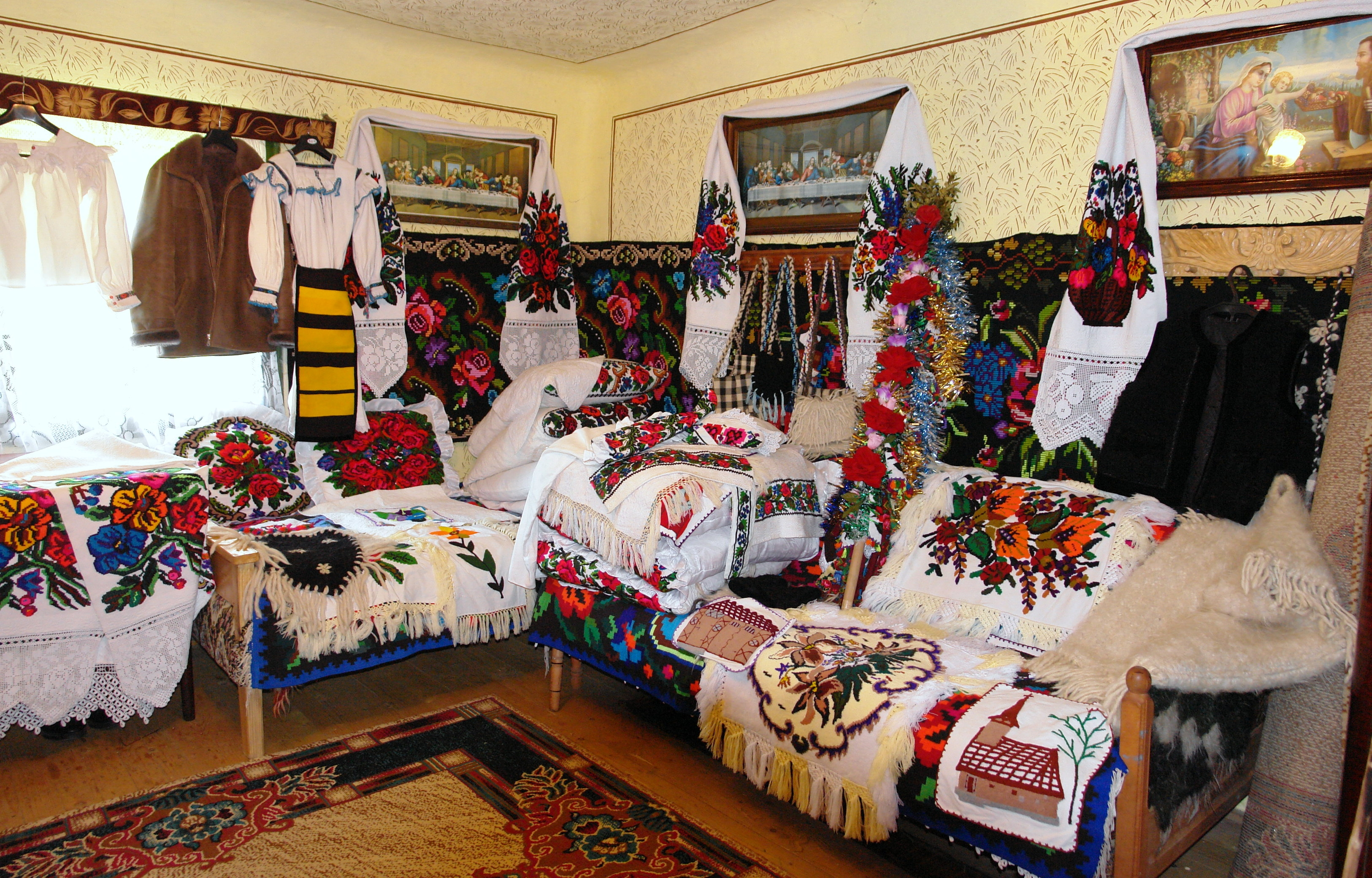
Interior de casă în satul Sârbi
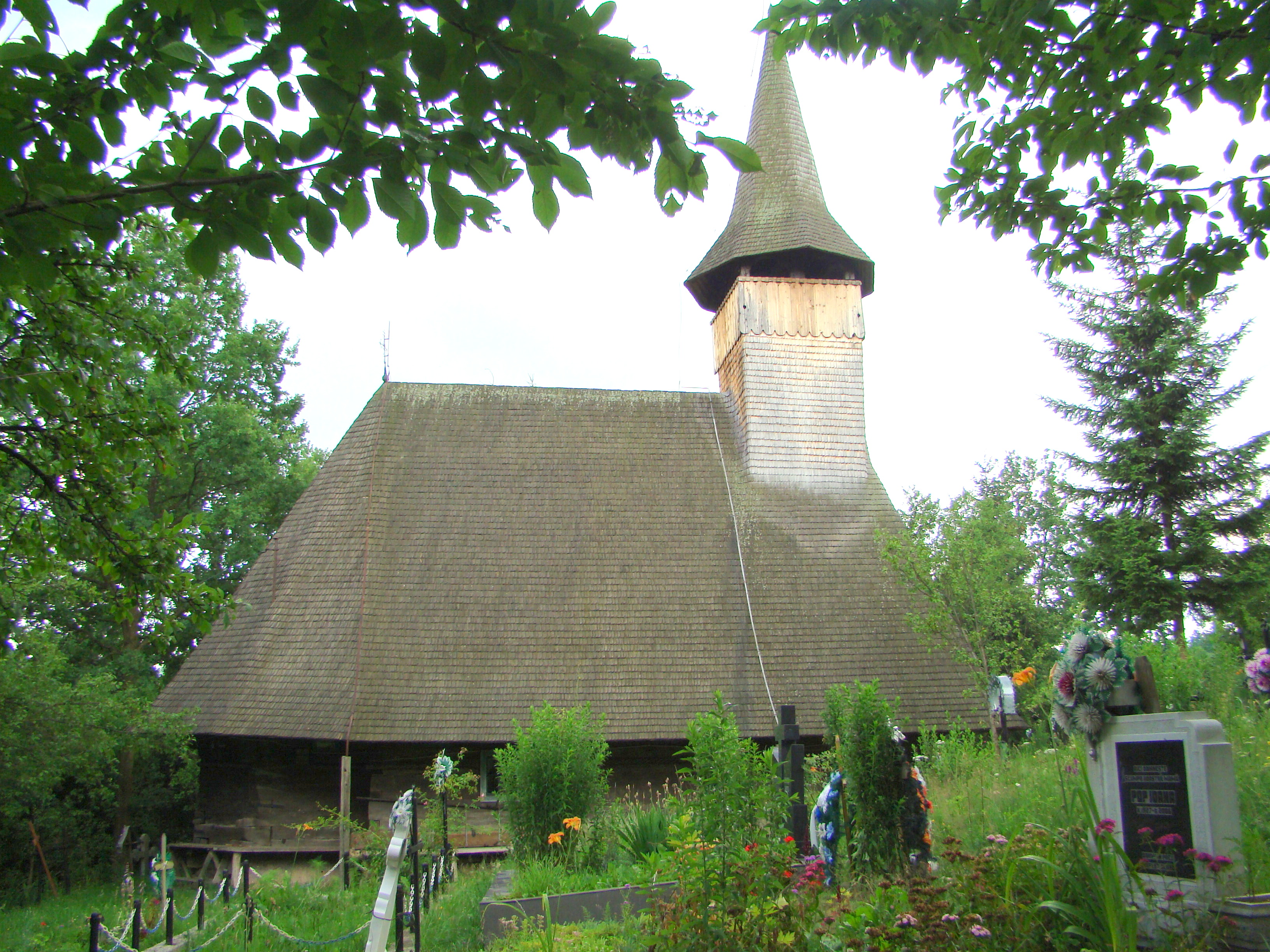
Biserica de lemn din Sârbi Susani
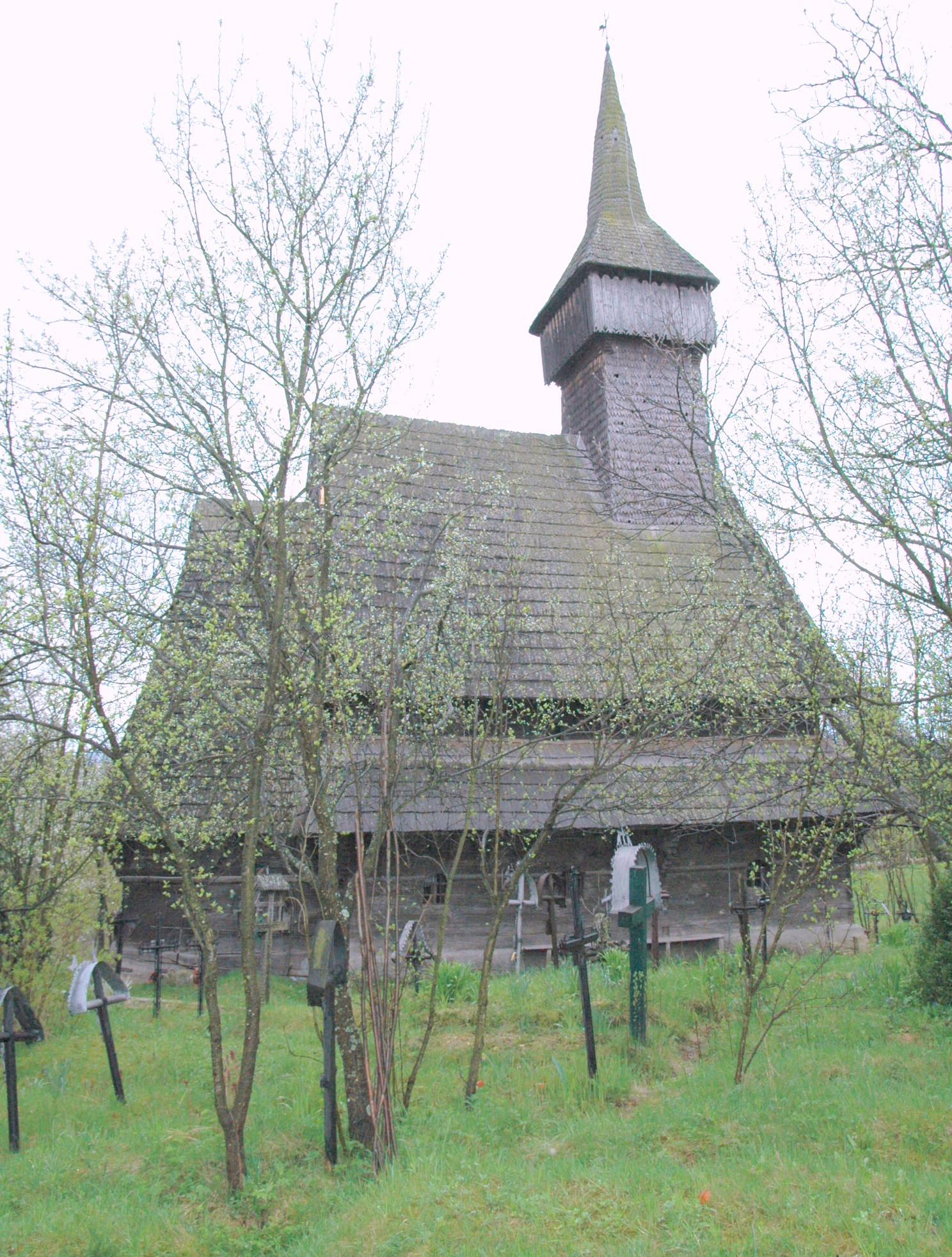
Biserica de lemn Sf.Nicolae din Sârbi Josani
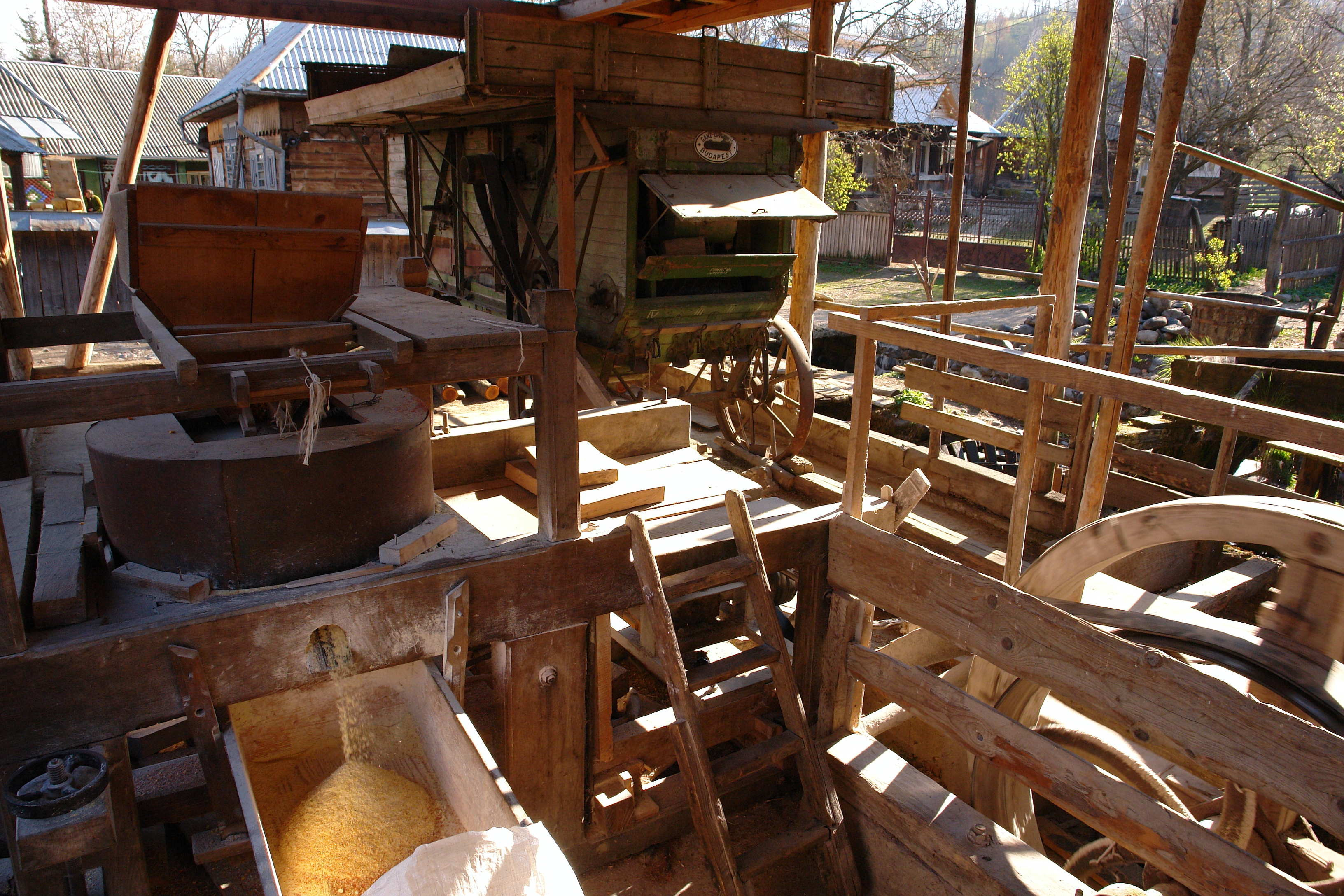
Acareturi într-o gospodărie din satul Sârbi